# 臺南市東區崇學國民小學
臺南市東區崇學國民小學，位於臺灣臺南市東區，鄰近臺南市東區區公所。該校設有棒球隊，棒球選手王建民、胡金龍、林恩宇、許國龍、林旺億、林旺衛、郭嚴文、林哲瑄、台南Josh鄭毓倫等人即是該校棒球隊昔日成員，此外該棒球隊成員曾在2000年、2006年的美國小馬聯盟野馬級世界少棒錦標賽分別拿到冠軍與亞軍。

## 沿革
該校最初是臺南市東區德高國民小學崇學分校，於1981年（民國70年）1月奉准成立，籌備主任為杜道生；同年8月開始招收一年級六個班，分校主任為陳啟哲，因校舍尚未興建（於同年10月動工），故借用東光國小、勝利國小與德高國小的教室上課。1982年（民國71年）3月奉准獨立，是為臺南市東區崇學國民小學，陳啟哲於該年8月1日擔任校長，該校並於七十一學年度時，招收一年級八班，並從東光、勝利、德高三校撥交三、四、五、六、年級學生共十五班，總班級為二十九班，此外同年11月時崇學樓、勤儉樓、創新樓三棟校舍完工啟用。
之後到了1985年（民國74年）12月時，崇學館落成，但後來於1992年（民國81年）5月失火，經成大建築研究所於該年11月鑑定後，決定拆除重建，工程於兩年後（1994）的7月動工，於1996年（民國85年）1月25日完成建築部分的施工，隔年啟用。此外在前述期間內，崇學國小於1987年（民國76年）2月成立棒球隊，1989年（民國78年）3月13日成立成人識字班，並於1993年（民國82年）10月實施營養午餐制度。而在1999年（民國88年）8月4日，該校成立幼稚園，計招收兩班共60名學生。
2009年校舍耐震評鑑後，校方決定拆除崇善樓和崇德樓，於崇善樓原址興建新校舍，原有校舍亦進行補強與美化。

### 歷任校長
| 姓名   | 任期                        | 備註                                |
| ------ | --------------------------- | ----------------------------------- |
| 陳啟哲 | 1981年8月－1995年3月13日    | 1981年8月到1982年8月1日間為分校主任 |
| 周奕民 | 1995年3月13日－2002年8月1日 |                                     |
| 呂岳霖 | 2002年8月1日－2009年8月1日  |                                     |
| 謝銘澤 | 2009年8月1日－2011年6月24日 | 因公殉職                            |
| 林忠三 | 2011年6月25日－2011年8月1日 | 代理校長                            |
| 葉和源 | 2011年8月1日- 2019年8月2日  |                                     |
| 洪榮進 | 2019年8月2日~ 現今          |                                     |